# Fidel José Fernández
Fidel José Fernández y Fernández Arroyo (Madrid, 9 de mayo de 1957-20 de septiembre de 2022) fue un matemático, naturalista, conservacionista, ornitólogo y divulgador español. Fue profesor titular en la Universidad Autónoma de Madrid (UAM) y la Universidad Nacional de Educación a Distancia (UNED).

## Biografía
Nació en Madrid en 1957. Tras licenciarse en Ciencias exactas en la Universidad Autónoma de Madrid (1979), con Premio Extraordinario de Licenciatura (1980), se doctoró en Ciencias Matemáticas en la Universidad Nacional de Educación a Distancia (UNED), con Premio Extraordinario de Doctorado (1987). Desarrolló su carrera docente como profesor titular en la Facultad de Ciencias, sección de Matemáticas, departamento de Geometría y Topología de la Universidad Autónoma de Madrid (1988). Posteriormente obtuvo la cátedra de instituto de Matemáticas ejerciendo en Tarancón (Cuenca) y San Sebastián de los Reyes. Actividad que abandonó para incorporarse como profesor titular de Análisis matemático en la UNED.
Desde 1983 fue el alma mater del Refugio de Rapaces de Montejo de la Vega de la Serrezuela (Segovia), un modelo pionero de conservación ubicado en el Parque Natural de las Hoces del Río Riaza. Fidel realizaba censos colectivos en los que participaron centenares de ornitólogos a lo largo de estos cuarenta años.
Destacó también por su abundante obra divulgativa sobre la naturaleza, que realizó a través de artículos en prensa. El último de ellos, dedicado al Día Internacional de los Buitres, lo publicó el 5 de septiembre en el diario segoviano de El Adelantado.
Fidel falleció el 20 de septiembre de 2022, a causa de un accidente cerebrovascular, que había sufrido unos días antes y que no logró superar.